# Fausto Fernández Díaz
Fausto Fernández Díaz (Alía, Cáceres, 1957) es un político español, miembro de Izquierda Unida y alcalde de Rivas-Vaciamadrid entre 1995 y 2003.

## Biografía
Nacido en el seno de una familia humilde, a los diez años se marchó a estudiar a un colegio interno y poco después su padre tuvo que emigrar a Alemania, donde permaneció 15 años. Estudió magisterio en Cáceres y comenzó e ejercer la docencia en Extremadura, País Vasco y Madrid, donde finalmente se instaló. Miembro de Izquierda Unida, fue candidato a la alcaldía de Rivas-Vaciamadrid siendo su candidatura la más votada y accedió al cargo de alcalde, que revalidó en 1999. En 2002 se convirtió en coordinador general de Izquierda Unida en Madrid, y como tal, fue designado candidato a la presidencia de la Comunidad de Madrid para las elecciones autonómicas de 2003. Los resultados dieron la posibilidad de formar un gobierno de coalición entre PSOE e IU bajo la presidencia de Rafael Simancas, pero debido a la ausencia de los diputados socialistas Eduardo Tamayo y María Teresa Sáez, se produjo una crisis institucional que derivó en la convocatoria de nuevas elecciones en las que Esperanza Aguirre obtuvo la mayoría absoluta. Durante la primera parte de la legislatura, Fausto Fernández fue portavoz de Izquierda Unida hasta su renuncia en 2006, permaneciendo como parlamentario en la Asamblea de Madrid.
El las elecciones municipales de 2011 volvió al ayuntamiento de Rivas-Vaciamadrid siendo elegido concejal de Hacienda y Primer teniente de alcalde.